# Championnats d'Afrique de gymnastique rythmique 2018
Navigation
2016 2020
Les championnats d'Afrique de gymnastique rythmique 2018 se déroulent du 26 au 28 avril 2018 au Caire, en Égypte.
Les championnats comprennent des épreuves seniors et juniors. 
Cette édition est organisée conjointement avec les Championnats d'Afrique de trampoline 2018.

## Médaillées
| Épreuve                       | Or | Argent                                                                                             | Bronze |
| ----------------------------- | --- | -------------------------------------------------------------------------------------------------- | --- |
| Finales par équipes seniors   | | | |
| Équipes                       | Égypte Habiba Marzouk Mariam Selim Haya Zayed Hisham Nourhal Khattab                                                                      | Afrique du Sud Shannon Gardiner Grace Legote Lilica Burger Chris-Marie Van Wyk                     | Tunisie Maisa Ghazouani Senda Hammami Minyar Jerbi Manel Gharbi                                                                             |
| Finales individuelles seniors | | | |
| Concours général              | Habiba Marzouk | Mariam Selim                                                                                       | Haya Zayed Hisham |
| Cerceau                       | Mariam Selim | Grace Legote                                                                                       | Habiba Marzouk |
| Ballon                        | Mariam Selim | Habiba Marzouk                                                                                     | Grace Legote |
| Massues                       | Grace Legote | Haya Zayed Hisham                                                                                  | Habiba Marzouk |
| Ruban                         | Mariam Selim | Habiba Marzouk                                                                                     | Grace Legote |
| Finales par équipes juniors   | | | |
| Équipes                       | Égypte Aliaa Saleh Hazem Tia Sobhy Sarah Fanous Login Elsayed Eslam                                                                       | Afrique du Sud Kayla Rondy Azra Dewan Elminda Van der Merwe Dane Engelbrecht                       | Tunisie Nadia Zekhama Lina Boufath Yakine Seghaier Lina Wahada                                                                              |
| Finales individuelles junior  | | | |
| Concours général              | Tia Sobhy | Aliaa Saleh Hazem                                                                                  | Login Elsayed Eslam |
| Cerceau                       | Aliaa Salem Hazem | Tia Sobhy                                                                                          | Nadia Zekhama |
| Ballon                        | Tia Sobhy | Aliaa Saleh Hazem                                                                                  | Azra Dewan |
| Massues                       | Aliaa Saleh Hazem | Tia Sobhy                                                                                          | Azra Dewan |
| Ruban                         | Tia Sobhy | Sabreen Ahmed Almargni                                                                             | Aliaa Saleh Hazem |
| Finales en groupe junior      | | | |
| Général                       | Égypte Salma Saleh Khaled Farida Khedr Nasser Malak Selim Sherif Perihan Abdelmenim Ayman Nermin Elshalakamy Khaled Farah Abdelsayed Ehab | Afrique du Sud Carmen Jooste Kerryn Cowper Daniele Van der Merwe Morongoa Mokholoane Hannah Cawood | Angola Evaudina Madalena Campos Severino Florencia Nonjamba Missende Adriana Uraca Chivindica Marizete Canaca Tavares Joana Zumara Domingos |
| Corde                         | Égypte Salma Saleh Khaled Farida Khedr Nasser Malak Selim Sherif Perihan Abdelmenim Ayman Nermin Elshalakamy Khaled Farah Abdelsayed Ehab | Afrique du Sud Carmen Jooste Kerryn Cowper Daniele Van der Merwe Morongoa Mokholoane Hannah Cawood | Angola Evaudina Madalena Campos Severino Florencia Nonjamba Missende Adriana Uraca Chivindica Marizete Canaca Tavares Joana Zumara Domingos |
| Massues                       | Égypte Salma Saleh Khaled Farida Khedr Nasser Malak Selim Sherif Perihan Abdelmenim Ayman Nermin Elshalakamy Khaled Farah Abdelsayed Ehab | Afrique du Sud Carmen Jooste Kerryn Cowper Daniele Van der Merwe Morongoa Mokholoane Hannah Cawood | Angola Evaudina Madalena Campos Severino Florencia Nonjamba Missende Adriana Uraca Chivindica Marizete Canaca Tavares Joana Zumara Domingos |